# パレード (GO!GO!7188のアルバム)
パレード（PARADE）はGO!GO!7188の5枚目のオリジナルアルバム。

## 概要
2006年10月18日に発売。
初回生産分にはライヴ映像（「Fatな彼」@SHIBUYA-AX 06/4/15）、プロデューサー対談（レコーディング・オフショット映像含む）のDVD付き。
初の漢字以外のタイトルであり、今までにないポップさを前面に押し出した内容となっている。プロデューサーとして片寄明人(GREAT3)、奥野真也(ソウルフラワーユニオン)、會田茂一(EL-MALO、FOE)が参加。
前作『竜舌蘭』から各自のソロ活動をはさんで2年ぶりに発売されたアルバム。
『パレード』発売時のインタビューでは、『竜舌蘭』を「内側に向かった、3人だけの世界」で作ったアルバムと話し、そこで自信を得たことによってプロデューサーを迎えることができ、
また、前年、ほとんどGO!GO!7188としての活動が無かったことから、ファンの間に漂っていた「このままソロ活動に移ってしまうのではないか？」という不安を払拭し、「続ける」ということを意識したアルバムになったと語る。
次作『569』発売時のインタビューでは「（『パレード』は）『竜舌蘭』の反動でポップになったのかもしれない」と語るなど、前作『竜舌蘭』と全く異なったアルバムとなった。
2006年11月から2007年1月にかけて、このアルバム曲を中心とした「みちづれツアー」が全国24ヶ所で行われた。

## 収録曲
- 全作曲：中島優美

|    | 曲名                             | 時間 | 作詞                | 編曲                           | プロデュース      |
| -- | -------------------------------- | ---- | ------------------- | ------------------------------ | ----------------- |
| 1  | 近距離恋愛                       | 3:33 | 浜田亜紀子          | 曾田茂一、GO!GO!7188           | 曾田茂一          |
| 2  | 雨上がり アスファルト 新しい靴で | 3:54 | ノマアキコ 片寄明人 | 片寄明人、GO!GO!7188           | 片寄明人          |
| 3  | スカ                             | 3:17 | ノマアキコ          | 奥野真哉、曾田茂一、GO!GO!7188 | 曾田茂一&奥野真哉 |
| 4  | シャングリラ                     | 4:11 | ノマアキコ          | 片寄明人、GO!GO!7188           | 片寄明人          |
| 5  | パレード                         | 6:48 | ノマアキコ          | 曾田茂一、GO!GO!7188           | 曾田茂一          |
| 6  | 雪が降らない街                   | 3:22 | ノマアキコ          | 片寄明人、GO!GO!7188           | 片寄明人          |
| 7  | ララバイカウントダウン           | 3:30 | ノマアキコ          | 奥野真哉、曾田茂一、GO!GO!7188 | 曾田茂一&奥野真哉 |
| 8  | Fatな彼                          | 4:11 | ノマアキコ          | 奥野真哉、GO!GO!7188           | 奥野真哉          |
| 9  | ランランラン                     | 3:43 | ノマアキコ          | 片寄明人、GO!GO!7188           | 片寄明人          |
| 10 | 映画と雨降りの朝                 | 5:01 | ノマアキコ          | 片寄明人、GO!GO!7188           | 片寄明人          |
| 11 | ひとりたび                       | 4:44 | ノマアキコ          | 奥野真哉、GO!GO!7188           | 奥野真哉          |

## 担当
- 中島優美（ボーカル・エレクトリックギター・アコースティックギター・タンバリン）
- ノマアキコ（ベース・ボーカル・ベース6・Glockenspiel）
- ターキー（ドラム・パーカッション）

## その他
- 「近距離恋愛」のみシングルにて先行で曲が出ていたため、作詞にて旧名義である「浜田亜紀子」が用いられている。
- 「近距離恋愛」のPVに用いられた緑色の各楽器はファンクラブにて抽選でプレゼントされた。
- 「シャングリラ」の曲名は大阪のライブハウスShangri-Laで行われた、とくもりツアー大阪でのMCから。
- 「Fatな彼」は詞先であり、みちづれツアー前後のライブでは歌詞の「左手にはハンバーガー」のハンバーガーが各地の名産品などで置き換えられた。